# Космос 656
Космос 656 е съветски безпилотен космически кораб от типа „Союз“.

## Предистория
Това е кораб № 61 от модификацията Союз 7К-ТА-9. Това е полет за изпитания на системите на модификацията, предвидена за обслужване на орбиталните станции от типа Алмаз. В сравнение с предишната модификация Союз 7КТ-ОК в тази екипажът от трима е намален до двама души, облечени в скафандри.

## Полет
Космическият кораб „Космос 613“ е изстрелян на 27 май 1974 година с ракета-носител „Союз“ от стартова площадка № 1 на космодрума „Байконур“.
Официалната цел на полета е измерване на термодинамичните параметри и наблюдения на поведението на течния хелий по време на полет (температура, налягане, разход на хелий) в орбита около Земята. Също така се изпитват в реални условия системите за сближаване и скачване на мдофикацията с орбитални станции от типа „Алмаз“.